# Цаликари
Цаликари (груз. წალიკარი) — село в Грузии, на территории Абашского муниципалитета края (мхаре) Самегрело-Верхняя Сванетия.

## География
Село находится в западной части Грузии, к северу от реки Риони, на расстоянии приблизительно 3 километров (по прямой) к западу от города Абаша, административного центра муниципалитета. Абсолютная высота — 15 метров над уровнем моря.

## Население
По результатам официальной переписи населения 2014 года в Цаликари проживало 122 человека (66 мужчин и 56 женщин). В национальной структуре населения грузины составляли 100 %.
| Год  | Население, человек |
| ---- | ------------------ |
| 2002 | 248                |
| 2014 | ↘ 122              |